# Елгін (Онтаріо)
 Елгін (англ. Elgin County) — графство у провінції Онтаріо, Канада. Графство є переписним районом та адміністративною одиницею провінції.
Графство розташоване на південно-східному березі озера Гурон, адміністрація графства знаходиться в містечку Сент-Томас.
Графство було назване на честь Джеймса Брюса, 8-го графа Елґіна (англ. James Bruce, 8th Earl of Elgin), генерал-губернатора Канади в р. 1847–1854.

## Адміністративний поділ
- Містечко Алмер (англ. Aylmer)
- Муніципалітет Бейгам (англ. Bayham)
- Муніципалітет Центральний Елґін (англ. Central Elgin)
- Муніципалітет Даттон/Данвич (англ. Dutton/Dunwich)
- Муніципалітет Вест-Елґін (англ. West Elgin)

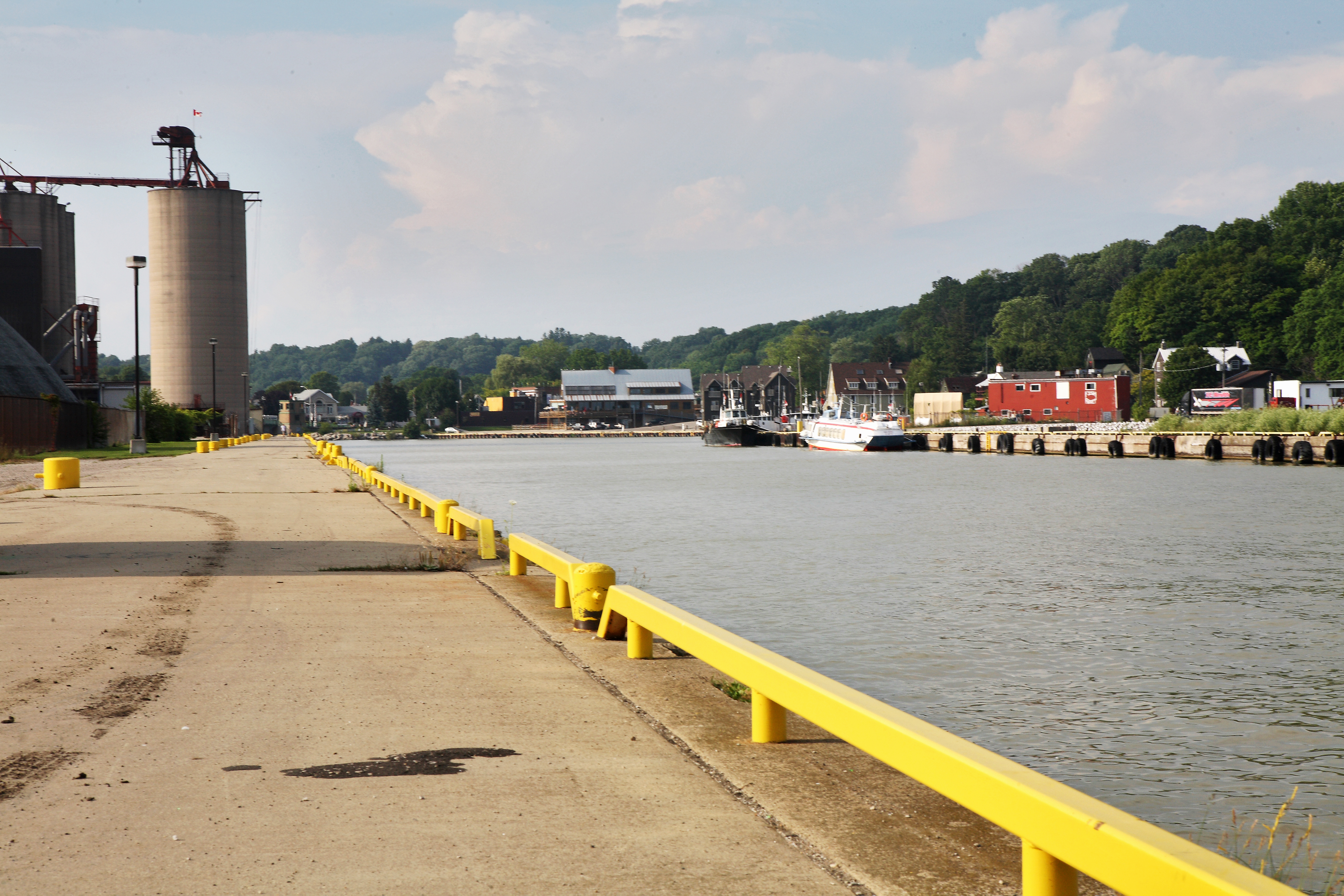
Порт-Стенлі, графство Елґін

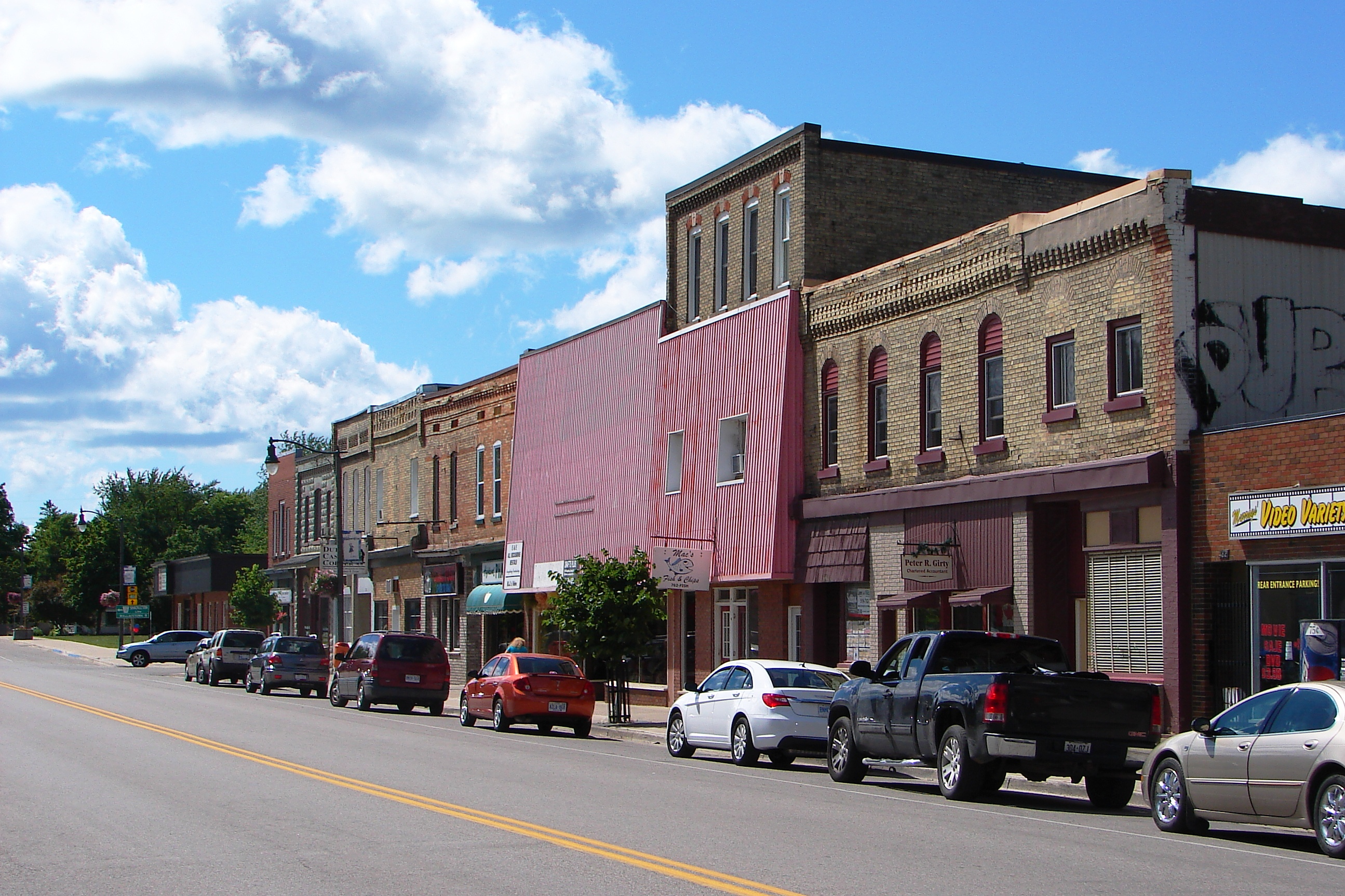
Містечко Даттон

- Містечко Малагайд (англ. Malahide)
- Містечко Саутволд (англ. Southwold)